# Skurge
Skurge l’Exécuteur (The Executioner) est un super-vilain évoluant dans  l’univers Marvel de la maison d'édition Marvel Comics. Créé par le scénariste Stan Lee et le dessinateur Jack Kirby, le personnage de fiction apparaît pour la première fois dans le comic book Journey into Mystery #103 en avril 1964.
Ce personnage a tout d'abord été appelé par son surnom d’Exécuteur. Ce n'est que dans les années 1980 que son nom fut dévoilé.

## Biographie du personnage

### Origines
Skurge était un métis Asgardien né à Jotunheim, la contrée des Géants. Amoureux de l’Enchanteresse, il exécutait ses basses œuvres quand cette dernière tenta à plusieurs reprises de conquérir Asgard. Loki profita aussi de son caractère influençable pour se servir de lui.
Après un combat contre son fils Thor, Odin décida de bannir Amora et Skurge, et le duo atterrit sur Terre. Ils furent enrôlés par le Baron Zemo dans son équipe des Maîtres du Mal et luttèrent contre les Vengeurs.

### Parcours
Skurge fut par la suite enrôlé par le Docteur Fatalis quand ce dernier voulut tuer les Quatre Fantastiques. Séparé de l’Enchanteresse, il se retrouva lors d'un voyage dimensionnel dans un futur alternatif, au XXVe siècle, qu'il tenta de conquérir. Toutefois il y retrouva Hulk qui l'écrasa facilement.
De retour dans la réalité de la Terre-616, il retrouva Amora et tous deux furent recrutés par le Mandarin. Ils furent alors opposés à Hercule.
Il mena ensuite une invasion de trolls sur Asgard et en fut de nouveau chassé par Odin. Propulsé dans une autre dimension, il y affronta les Défenseurs aux côtés de l’Enchanteresse.
Quand Loki prit le contrôle d'Asgard, Skurge devint son lieutenant, mais il rentra en grâce auprès d'Odin quand il rejoignit l'armée asgardienne contre les légions de Surtur.

### Mort
Après qu'Amora eut jeté son dévolu sur Heimdall, Skurge chercha à oublier sa grande tristesse et il aida Balder ainsi que Thor lors d'une mission à Niffleheim. Ils délivrèrent des âmes humaines piégées par Malekith et Héla, la déesse de la Mort.
À condition qu’il l'aide, Héla promit à Skurge une place d'honneur sur Naglfar, le Vaisseau des morts. Par peur d'être manipulé, Skurge préféra détruire le navire en sacrifiant sa hache, entraînant ainsi l’avènement de Ragnarok. Lors de leur fuite, Skurge se sacrifia pour permettre à Balder et Thor de fuir avec les âmes, retenant les soldats de Héla.
Il gagna par la suite une place au Valhalla et Amora réalisa avec regret qu'elle avait des sentiments pour lui.

## Pouvoirs et capacités
Skurge est un hybride Asgardien-Géant de glace. Considéré comme un nain par les géants, sa force dépassait toutefois celle d'un Asgardien. Sa résistance physique et sa rapidité étaient aussi meilleures et il avait une vue très perçante.
Très bon combattant, Skurge ne craignait pas les maladies et récupérait très vite des blessures 
Au combat, il utilisait une hache mystique à double tranchant qui pouvait ouvrir des passages dimensionnels et générer des flammes ou de la glace. Elle fut finalement détruite par Thor.

## Apparitions dans d’autres médias

### Cinéma
Interprétée par Karl Urban dans l'Univers cinématographique Marvel
- 2017 : Thor : Ragnarok de Taika Waititi

### Télévision
2010-2012 : Avengers : L'Équipe des super-héros (série d'animation)